# Catarina de Brandemburgo-Küstrin
Catarina de Brandemburgo-Küstrin (10 de agosto de 1549 - 30 de setembro de 1602) foi uma princesa-eleitora de Brandemburgo pelo seu casamento com Joaquim III Frederico.

## Biografia
Catarina era a mais nova das duas filhas do marquês João de Brandemburgo-Küstrin, fruto do seu casamento com a duquesa Catarina de Brunsvique-Volfembutel, filha do duque Henrique V de Brunsvique-Volfembutel.
A 8 de janeiro de 1570, Catarina casou-se com o príncipe Joaquim de Brandemburgo, que tornou-se príncipe-eleitor em 1898. Por causa deste casamento, o seu marido deixou de ter uma reivindicação legítima ao bispado da arquidiocese católica de Magdeburgo e o papa Pio V pediu ao imperador Maximiliano que a retirasse.
Catarina tentou melhor as condições de vida dos pobres e necessitados. Construiu uma leitaria em der Wedding, um bairro de Berlim, e vendia os seus produtos no Mercado de Leite, uma praça da cidade. Usava os lucros para financiar uma farmácia em Stadtschloss que fornecia medicamentos aos necessitados gratuitamente.
Catarina morreu a 30 de setembro de 1608. A 13 de outubro foi enterrada na cripta dos Hohenzollern que actualmente faz parte da Catedral de Berlim.

## Descendência
1. João Segismundo, Eleitor de Brandemburgo (8 de novembro de 1572 – 3 de dezembro de 1619), casado com a duquesa Ana da Prússia; com descendência.
2. Ana Catarina de Brandemburgo (26 de junho de 1575 – 29 de março de 1612), casada com o rei Cristiano IV da Dinamarca; com descendência.
3. Bebé morta (1576)
4. João Jorge de Brandemburgo-Jägerndorf (16 de dezembro de 1577 – 2 de março de 1624) casado com a duquesa Eva Cristina de Württemberg, filha do duque Frederico I de Württemberg e da princesa Sibíla de Anhalt. Eleito bispo de Estrasburgo em 1592; demitiu-se em 1604.
5. Augusto Frederico de Brandemburgo (16 de fevereiro]de 1580 – 23 de abril de 1601), morreu aos vinte-e-um anos de idade; sem descendência.
6. Alberto Frederico de Brandemburgo (29 de abril de 1582 – 3 de dezembro de 1600), morreu aos dezoito anos; sem descendência.
7. Joaquim de Brandemburgo (13 de abril de 1583 – 10 de junho de 1600), morreu aos dezassete anos de idade; sem descendência.
8. Ernesto de Brandemburgo (13 de abril de 1583 – 18 de setembro de 1613), morreu aos trinta anos de idade; sem descendência.
9. Bárbara Sofia de Brandemburgo (16 de novembro de 1584 – 13 de fevereiro de 1636), casada com o duque João Frederico de Württemberg; com descendência.
10. Bebé morta (1585/6)
11. Cristiano Guilherme de Brandemburgo (28 de agosto de 1587 – 1 de janeiro de 1665), casado com a duquesa Doroteia de Brunsvique-Volfembutel; com descendência.

## Genealogia
| Catarina de Brandemburgo-Küstrin | Pai: João de Brandemburgo-Küstrin       | Avô paterno: Joaquim I Nestor de Brandemburgo   | Bisavô paterno: João Cícero de Brandemburgo         |
| Catarina de Brandemburgo-Küstrin | Pai: João de Brandemburgo-Küstrin       | Avô paterno: Joaquim I Nestor de Brandemburgo   | Bisavó paterna: Margarida da Turíngia               |
| Catarina de Brandemburgo-Küstrin | Pai: João de Brandemburgo-Küstrin       | Avó paterna: Isabel da Dinamarca                | Bisavô paterno: João da Dinamarca                   |
| Catarina de Brandemburgo-Küstrin | Pai: João de Brandemburgo-Küstrin       | Avó paterna: Isabel da Dinamarca                | Bisavó paterna: Cristina da Saxônia                 |
| Catarina de Brandemburgo-Küstrin | Mãe: Catarina de Brunsvique-Volfembutel | Avô materno: Henrique V de Brunsvique-Luneburgo | Bisavô materno: Henrique IV de Brunsvique-Luneburgo |
| Catarina de Brandemburgo-Küstrin | Mãe: Catarina de Brunsvique-Volfembutel | Avô materno: Henrique V de Brunsvique-Luneburgo | Bisavó materna: Catarina da Pomerânia               |
| Catarina de Brandemburgo-Küstrin | Mãe: Catarina de Brunsvique-Volfembutel | Avó materna: Maria de Württemberg               | Bisavô materno: Henrique de Württemberg             |
| Catarina de Brandemburgo-Küstrin | Mãe: Catarina de Brunsvique-Volfembutel | Avó materna: Maria de Württemberg               | Bisavó materna: Eva de Salm                         |